# Хатауей и духовете
„Хатауей и духовете“ (на английски: The Haunted Hathaways) е американски свръхестествен ситком, който дебютира по Nickelodeon на 13 юли 2013 г. и свършва на 5 март 2015 г. Сериалът се разказва за самотна майка и нейните две дъщери, които се преместват в къща, окупиран от призраци, самотен баща и неговите двама сина. Двете семейства решават проблемите с използването на призрачни сили и нормални човешки методи. Сериалът е заснет в Paramount Studios, Холивуд. Сериалът е достъпен в „Нетфликс“.

## Актьорски състав
- Амбър Монтана – Тейлър Хатауей, първата дъщеря на Мишел Хатауей, и по-голямата сестра на Франки Хатауей.
- Къртис Харис – Майлс Престън, най-големият син на Рей и по-големият син на Луи.
- Бенджамин Флорес младши – Луи Престън, синът на Рей Престън, и малкият брат на Майлс.
- Бриана Иди – Франки Хатауей, дъщеря на Мишел Хатауей, и по-малката сестра на Тейлър.
- Джинифър Кинг – Мишел Хатауей, майката на Тейлър и Франки.
- Чико Бенимон – Рей Престън, бащата на Майлс и Луи.
- Брек Бесинджър – Ема
- Джулиет Анджело – Мийдоу
- Джей Ти Нийл – Скот Томлинсън
- Кайла Майсонет – Лили
- Даймънд Уайт – Софи
- Ейва Кантрел – Пенелъпи Притчард
- Ким Ярбоу – Мадам Лебоф
- Фред Столър – господин Добсън, учител на Луи

## В България
В България сериалът започва излъчване по локалната версия на Никелодеон през лятото на 2014 г. Дублажът е нахсинхронен в студио „Александра Аудио“ и в него участват Иван Петков в първи сезон, Явор Караиванов във втори, Светломир Радев, Цветослава Симеонова, Ася Братанова, Лина Шишкова, Владимир Зомбори и други.